# Polyalthia amischocarpa
Polyalthia amischocarpa är en kirimojaväxtart som beskrevs av Ian Mark Turner. Polyalthia amischocarpa ingår i släktet Polyalthia och familjen kirimojaväxter. Inga underarter finns listade i Catalogue of Life.